# 赖文光
賴文光（1827年—1868年），清朝官方稱賴汶洸，也作賴汶光，廣東花縣人，原籍广东嘉应州（今梅州市），太平天国将领，封遵王。1864年天京失陷後，賴文光把本部太平軍與捻军合併，成為捻军首领之一，後來捻军一分為二，賴文光成為東捻军首领，1868年兵敗被清軍俘殺，佩劍仍保存在今天南京太平天國史料館。

## 生平
賴文光在1850年参加太平天國的金田起义，1852年任文官，1856年改任軍職。1860年賴文光参與二破江南大营之役，次年随英王陈玉成西征湖北黄州，安慶失守後退回廬州，封遵王。
1862年賴文光与扶王陈得才西征河南、陝西，次年攻占汉中。1864年賴文光隨陳得才回救天京，抵達湖北、安徽交界一帶，因天京缺乏糧食而停留不進，等待秋收後才進兵。1864年7月天京失陷，扶王陈得才在11月時在安徽霍山兵敗自杀，大軍瓦解，只有賴文光部大致完整。賴文光與捻军领袖、梁王张宗禹合作，把太平軍和捻军合編，並被推为捻军新首领，与张宗禹、任化邦、牛宏升、范汝增等坚持对清斗争。
1865年5月，捻军在山东高楼寨之戰歼灭清军精锐的科尔沁王僧格林沁部，战役过程從同治四年正月初二日诱僧格林沁跟追，东走叶县，新郑、尉氏，日夜急走，前後长达五个月。
1866年10月，賴文光在河南与张宗禹分领东、西捻军作战。
1867年1月，東捻军在湖北擊敗湘军郭林部，隨後破淮軍张树珊部，2月在尹隆河戰役擊敗名将刘铭传，然先勝後敗，遭鮑超突襲，3月歼灭湘军彭毓橘部。同年经河南入山東，陷入清軍包圍圈，被围于运河、黄河、六塘河之间。12月東捻军全軍覆沒，賴文光率殘部千餘人向南突圍。
同治六年（1868年）十二月十九日賴文光在扬州瓦窑铺被吳毓蘭部将王得胜俘獲，十二月十六日（1月10日）在扬州被处决，就义前慷慨陈言：“披霜踏雪，以期复国于指日。古之君子，国败家亡，君辱臣死，大义昭然。唯死以报邦家，以全臣节焉。”